# Antonio Parascandola
Antonio Parascandola (Procida, 27 luglio 1902 – Portici, 30 marzo 1977) è stato un vulcanologo e mineralogista italiano.

## Biografia
Figlio di Pasquale, farmacista procidano, già negli anni del liceo presso la Badia di Cava dei Tirreni si distinse per una naturale propensione agli studi naturalistici. Nel 1928 si laureò in Chimica e nel 1929 conseguì una laurea in Farmacia, entrambe presso l'Università di Napoli. L'anno successivo si abilitò alla professione di farmacista. Tuttavia non seguì le orme paterne, preferendo seguire la passione per la mineralogia e la vulcanologia che lo portò a pubblicare diversi articoli scientifici, i quali gli valsero, già nel 1931, la nomina di assistente incaricato presso l'Istituto di Geologia e Mineralogia Agraria del Real Istituto Superiore Agrario di Portici. In seguito alla sua produzione scientifica, nel 1936 conseguì la libera docenza in vulcanologia e nel 1937 in geologia fisica.
Professore incaricato di Mineralogia e Geologia nel corso di laurea in Ingegneria si interessò alle eruzioni del Vesuvio e in particolare raccontò da testimone diretto l'ultima eruzione del Vesuvio del 1944, approfondendo scientificamente i processi di segregazione della tenorite e della cotunnite. Negli anni successivi si dedicò alle ricerche di mineralogia e petrografia nelle aree vesuviana e flegrea con riferimento all'attività della solfatara e del bradisismo, che fu oggetto della sua ultima pubblicazione nel 1972.
Collaborò all'aggiornamento della carta geologica d'Italia e alla redazione della voce "Terra" per l'Enciclopedia Treccani per la voce "Terra", lasciando infine una produzione scientifica rappresentata da circa 60 lavori pubblicati, riguardanti in massima parte il Vesuvio e i Campi Flegrei.
Nel 1990 fu costituito presso il Dipartimento di Agraria dell'Università Federico II il Museo di Mineralogia a lui intestato.
In suo onore è stata denominata la parascandolaite, minerale scoperto nel 2013 tra i materiali prodotti dall'eruzione del Vesuvio del 1944.

## Opere
- Il Vesuvio e le sue eruzioni
- L'eruzione vesuviana del marzo 1944, Napoli, Genovese, 1945, SBN LO11487535.
- Il Monte Nuovo e il lago Lucrino, Napoli, Genovese, 1946, SBN TO00129503.
- I fenomeni bradisismici del Serapeo di Pozzuoli, Napoli, Stab. tip. G. Genovese, 1947, SBN SBL0731820.
- Mineralogia e geologia
- Notizie vesuviane : il Vesuvio dal marzo 1948 al dicembre 1958, Napoli, Stab. Tip. G. Genovese, 1960, SBN GEA0030060.